# マーメイド (1988年のパチンコ機)
「マーメイド」は、1988年8月にSANKYOが発売した、センター役物の羽根に人魚が描かれているパチンコ機のシリーズ名。
『マーメイドⅠ』と『マーメイドⅡ』の2機種がある。

## 概要
貯留機能を搭載していないオーソドックスな羽根モノタイプ。大当たりになると、左右の羽根が、軽快な音楽と共に開閉を始める。羽根開閉6回目までの大当たり前半と、7回目以降の大当たり後半では羽根の開き方が異なる。6回目までの羽根は小さく開き、7回目以降は大きく開くようになる。大当たり後半になると羽根の開き方の変化に合わせて、音楽や盤面のイルミネーションなども派手になる。『Ⅰ』と『Ⅱ』は賞球数は同じだが、役物構造が異なる。共通しているのは、羽根開閉7回目以降の大当たり後半の動作に移行した後の方がVゾーンに入賞しやすい点である。
役物内は上段ステージと下段ステージに分かれており、羽根に拾われた玉が、直接下段に落ちるコースがV入賞への主なルートである。

## スペック
- マーメイドⅠ
  - 賞球数 ALL13
  - 大当たり最高継続 8R
- マーメイドⅡ
  - 賞球数 ALL13
  - 大当たり最高継続 8R

## 演出
『Ⅰ』は1チャッカー入賞時と2チャッカー入賞時で、羽根の開放時間と開き方が異なる。1チャッカー入賞時の羽根は小さく開き0.6秒開放されるが、2チャッカー入賞時の羽根は大きく2回開き開放時間はそれぞれ0.8秒である。『Ⅱ』はどちらのチャッカーに入賞しても羽根の開放時間は0.6秒である。
『Ⅱ』の大当たり中は羽根開閉10回後か、ハズレ5カウントを契機に役物内上段奥にあるシャッターが下降したままになる。このシャッターの下部には半円状の突起があり、下降前は役物上段奥からハズレ穴へと落ちていた玉を、Vゾーン方向へ導いてくれるようになる。